# Ensemble absorbant
Cet article court présente un sujet plus développé dans : Espace vectoriel topologique#Ensemble absorbant.
Une partie {\displaystyle U} d'un espace vectoriel {\displaystyle E} sur un corps valué non discret {\displaystyle K} (par exemple sur R ou C) est dite absorbante lorsque :
{\displaystyle \forall v\in E\quad \exists \alpha \in \mathbb {R} _{+}^{*}\quad \forall \lambda \in K\quad |\lambda |\leq \alpha \Rightarrow \lambda v\in U.}